# Margretheskålen
Margretheskålen er en skål i melaminplast til køkkenbrug, designet i 1947 hos Sigvard Bernadotte og Acton Bjørns tegnestue for firmaet Rosti. 
Skålen er opkaldt efter Bernadottes niece, prinsesse Margrethe, Danmarks nu abdicerede dronning. Bortset fra en i 1968 tilføjet gummiring i bunden er skålen forblevet uændret og er i dag solgt i over 25 millioner eksemplarer verden over.
Den originale 3-liters model fra 1954 vejede 577 g. 3 liters-modellen fra 2014 vejer 492 g (inklusive gummiring).[kilde mangler]
Margretheskålen bliver i dag fremstillet af F&H Group A/S i forskellige farver og størrelser. 